# سی۸
سی۸ (انگلیسی: C8) شرکت رسانه‌ای مجارستانی است، که در سال ۲۰۱۴ تأسیس شد.